# سیلیژا (مونتانا)
سیلیژا (به انگلیسی: Silesia) شهری در ایالت مونتانا کشور ایالات متحده آمریکا است که جمعیت آن در سرشماری سال ۲۰۱۰ میلادی، ۹۶ نفر بوده‌است.